# D. 리처드 힙
리처드 힙(Dwayne Richard Hipp, 1961년 4월 1일 ~ )은 SQLite의 최초 설계자이자 개발자이다.

## 같이 보기
- SQLite